# Jaurakkavaara
Jaurakkavaara este o arie protejată (arie specială de conservare — SAC, sit de importanță comunitară — SCI, arie de protecție specială avifaunistică — SPA) din Finlanda întinsă pe o suprafață de 427 ha, integral pe uscat.

## Localizare
Centrul sitului Jaurakkavaara este situat la coordonatele 65°07′19″N 27°39′32″E / 65.1219°N 27.6589°E.

## Înființare
Situl Jaurakkavaara a fost declarat sit de importanță comunitară în august 1998 pentru a proteja 7 specii de animale. Alte tipuri de protecție:
- arie de protecție specială avifaunistică (în august 1998)[2]
- arie specială de conservare (în aprilie 2015)[1][3][4]

## Biodiversitate
Situată în ecoregiunea boreală, aria protejată conține 5 habitate naturale: Izvoare fino-scandinave și mlaștini produse de izvoare bogate în minerale, Mlaștini alcaline, Taiga vestică, Păduri fino-scandinave bogate în ierburi cu Picea abies, Mlaștini împădurite.
La baza desemnării sitului se află mai multe specii protejate:
- păsări (6): cocoșul de mesteacăn (Bonasa bonasia), Emberiza rustica, muscar (Ficedula parva), pitulice verzuie (Phylloscopus trochiloides), măcăleandru albastru (Tarsiger cyanurus),  cocoș de munte (Tetrao urogallus)
- mamifere (1): veveriță zburătoare siberiană (Pteromys volans)

Pe lângă speciile protejate, pe teritoriul sitului au mai fost identificate 1 specie de plante, 1 specie de păsări.